# Rudolf I. von Eu

Wappen Rudolfs I.

Rudolf I. von Issoudun (frz.: Raoul; † 1. Mai 1219) war ein Herr von Issoudun und durch Ehe Graf von Eu (als Rudolf I. von Eu). Er ist Angehöriger der Adelsfamilie Lusignan.
Seine Eltern waren Hugo von Lusignan († 1169) und dessen Frau Orengarde. Er ist ein jüngerer Bruder von Hugo IX. von Lusignan, Graf von La Marche und ein Enkel von Hugo VIII. von Lusignan, Graf von La Marche. Da nicht sein Vater Hugo, sondern sein Bruder Hugo IX. seinen Großvater Hugo VIII. als Herr von Lusignan beerbte erhielt sein Vater keine eigene Ordnungszahl. Aus diesem Zusammenhang wird er oft fälschlich mit einem jung verstorbenen Sohn Hugos VIII. namens Robert verwechselt.

## Leben
Im Gegensatz zu seinen Verwandten stand Rudolf treu zu seinem Lehnsherren Richard Löwenherz. Von ihm erhielt er Melle, Chizé und La Mothe-Saint-Héray im Poitou, sowie die strategisch wichtige Burg Issoudun (Exoudun) im unteren Berry als Lehen übertragen. Bei Issoudun gründete er die Fontblanche Priorei. In Richards Gefolge nahm er am Dritten Kreuzzug teil und kämpfte bei der Belagerung von Akkon. Nach seiner Rückkehr erhielt er die Burg Drincourt (heute Neuchâtel-en-Bray) in der Normandie und heiratete um 1194 die Erbin der Grafschaft Eu, in deren Namen er die gräflichen Rechte wahrnahm. Zusätzlich brachte ihm seine Frau die englische Baronie Hastings in die Ehe.
Nach dem Tod Richards schwor Rudolf dessen Nachfolger König Johann Ohneland 1200 die Treue und erhielt von ihm das poitevinische Civray. Allerdings entführte der König im selben Jahr die Braut von Rudolfs Neffen, weshalb die Lusignanfamilie in dieser Sache an König Philipp II. von Frankreich appellierte. 1201 wurde er deshalb von König Johann all seiner Ländereien für verlustig erklärt, wogegen sich Raoul zur Wehr setzte und sich in Drincourt verschanzte. Diese Burg verteidigte er erfolgreich bis 1202 gegen des Königs Seneschall in der Normandie, bis König Philipp II. von Frankreich durch einen Heerzug die Burg entsetzte. Rudolf und seine Frau traten nun ihn ein Treueverhältnis zum französischen König, von dem sie ihren Besitz als Lehen erhielten.
Bald aber überwarf sich Rudolf mit König Philipp II. und wechselte mit Rainald I. von Dammartin erneut auf die Seite Johann Ohnelands. Dadurch verloren er und seine Frau ihre französischen Besitzungen, erhielten aber 1214 von Johann den englischen Besitz zurückerstattet, der um Tickhill in Yorkshire erweitert wurde. Am 27. Juli 1214 kämpfte Rudolf auf der Seite Kaiser Ottos IV. in der Schlacht bei Bouvines, wo sie aber gegen den König von Frankreich unterlagen.
Rudolf starb 1219 und wurde in der Fontblanche Priorei bestattet. Nach unterschiedlichen Angaben starb er entweder in Melle, oder als Kreuzfahrer auf dem Fünften Kreuzzug vor Damiette. Er war verheiratet mit Gräfin Alice († 1246), Tochter des Grafen Heinrich II. von Eu aus der Familie der Rolloniden. Alice erhielt später ihre Besitzungen in Frankreich zurückerstattet und gab 1243 ihre englischen Besitzungen auf. Ihre Kinder waren:
- Rudolf II. von Issoudun († 1./2. September 1246), Herr von Issoudun, Graf von Eu
- Guerin
- Mathilde († 14. August 1241), ⚭ um 1236 Humphrey de Bohun († 1275) 2. Earl of Hereford (Haus Bohun)